# Afrikai nádifecske
Az afrikai nádifecske (Pseudochelidon eurystomina) a madarak osztályának a verébalakúak (Passeriformes) rendjébe, ezen belül a fecskefélék (Hirundinidae) családjába tartozó faj.

## Előfordulása
Angola, Gabon, a Kongói Köztársaság, a Kongói Demokratikus Köztársaság és a Közép-afrikai Köztársaság területén honos, a két költési területe között vándorol, tavasszal a Kongó és az Ubangi partján fészkel, ősszel az Atlanti-óceán partvidékén.